# Đớp ruồi đồi
Cyornis banyumas là một loài chim trong họ Muscicapidae.

## Hình ảnh

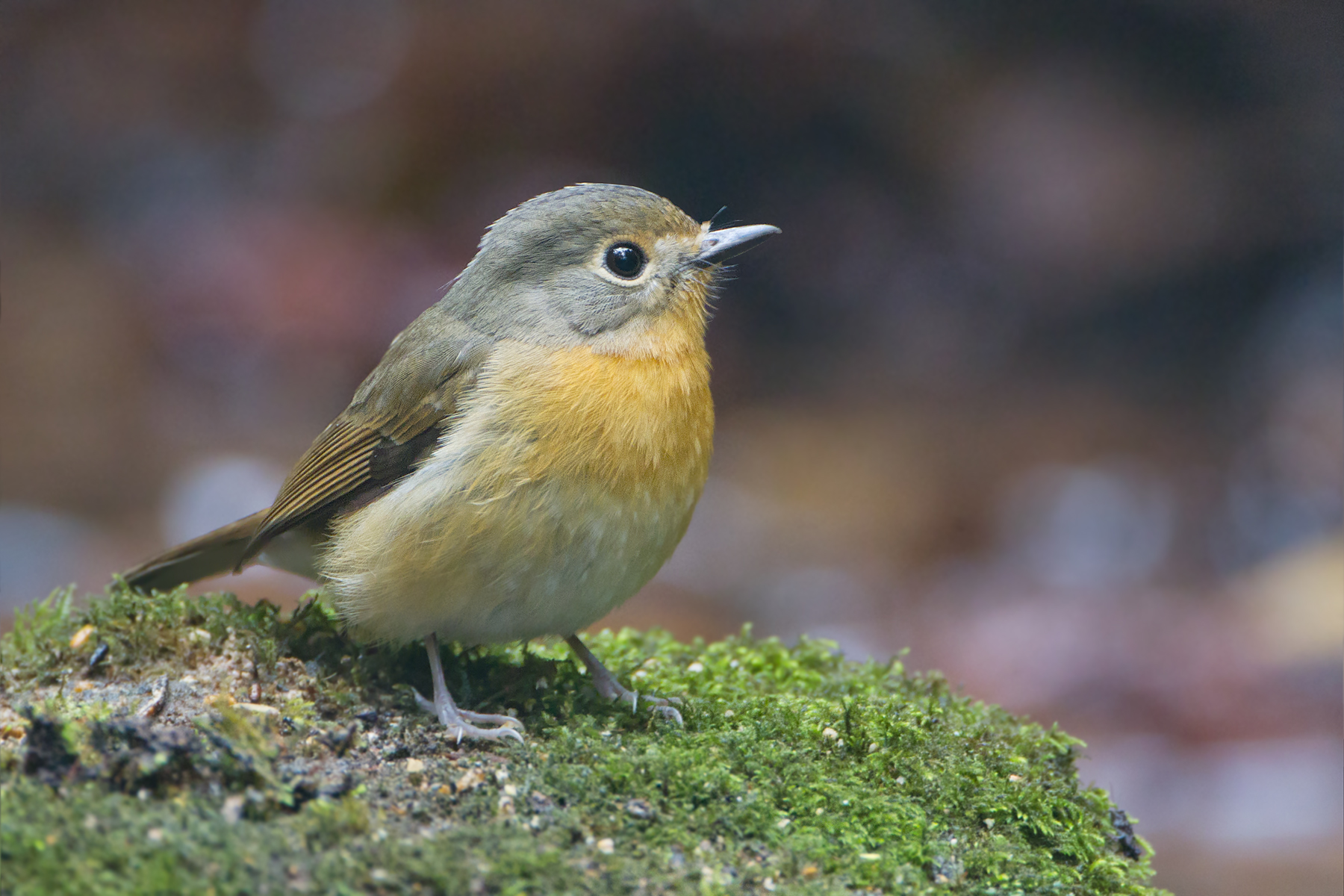
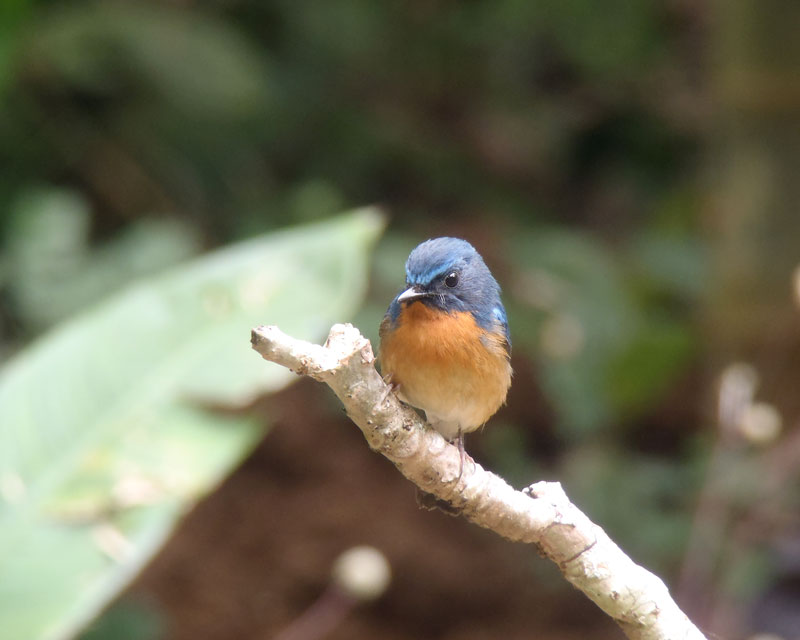
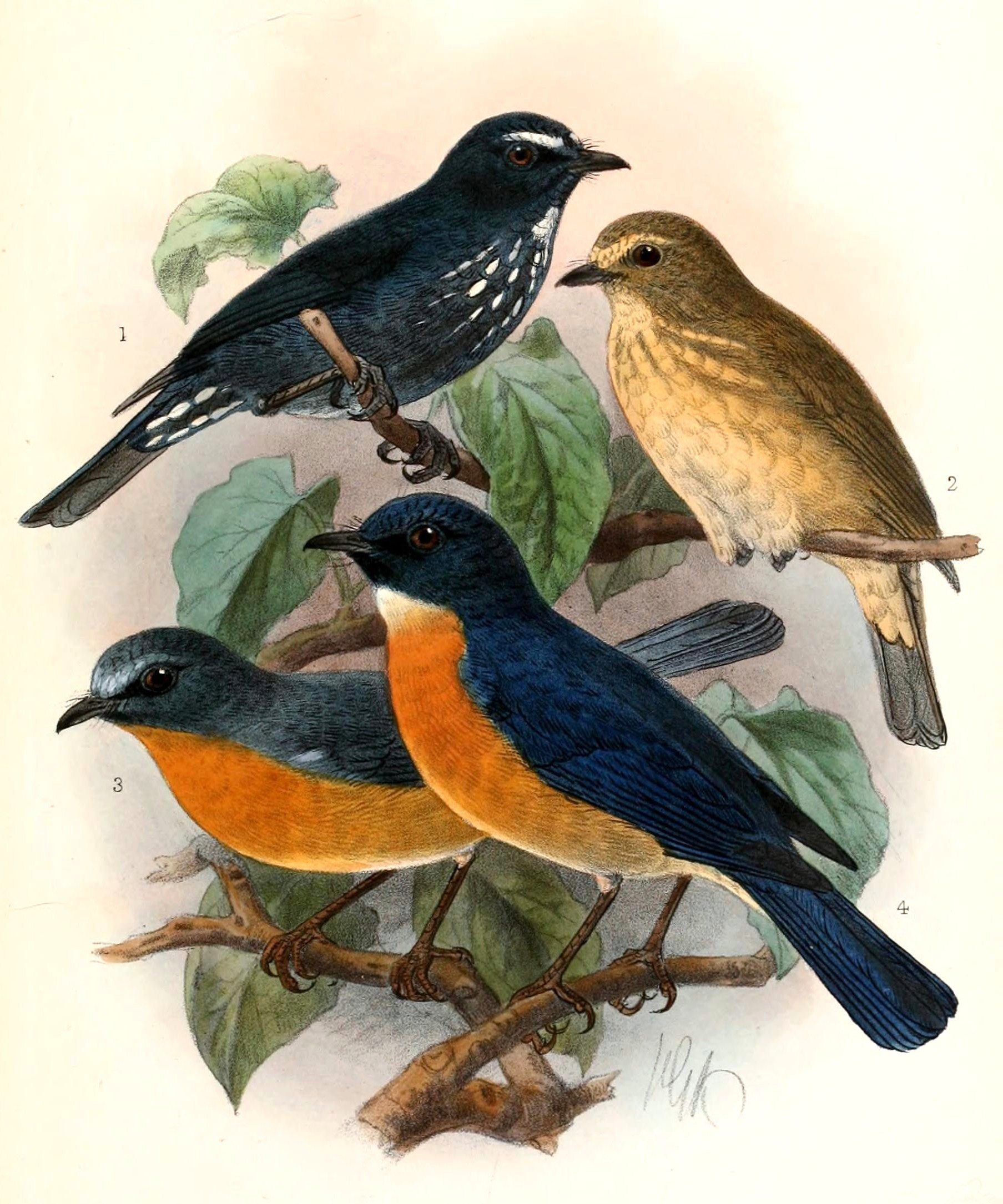